# Humanistisk Samfund
 Der er for få eller ingen kildehenvisninger i denne artikel, hvilket er et problem. Du kan hjælpe ved at angive troværdige kilder til de påstande, som fremføres i artiklen.

Humanistisk Samfund er en dansk forening, der arbejder for at udbrede det humanistiske livssyn samt et sekulært samfund. Medlemstallet er ca. 2.200 (primo 2024). Foreningens forperson er Kirstine Kærn. 
Foreningen blev stiftet i august 2008. Dens formål er at arrangere ceremonielle handlinger som bryllupper, begravelser, navngivninger og konfirmationer på et ikke-religiøst grundlag. Handlingerne forestås af nogle af foreningens medlemmer, der har gennemgået en intern uddannelse.  
Humanistisk Samfund arbejder desuden for en adskillelse af kirke og stat, således at Folkekirken blandt andet fratages sine opgaver vedrørende personregistrering, og at der gennemføres en ligestilling mellem alle trossamfund og livssynssamfund i Danmark.  
Humanistisk Samfund betragter Human-Etisk Forbund (no) i Norge som sin søsterorganisation. 
Humanistisk Samfund er medlem af International Humanistisk-Etisk Union, IHEU og European Humanist Federation, EHF.

## Ceremonier

### Humanistisk konfirmation
Humanistisk Samfund har siden 2010 hvert år afholdt humanistisk konfirmation efter norsk, tysk, hollandsk og skotsk forbillede. Konfirmationen betragtes som en styrkelse af den unge i etiske og moralske spørgsmål, samt undervisning i menneskerettighederne, identitet og seksualundervisning og en fejring af denne begivenhed.
Forberedelsen indeholder kurser, undervisning og afsluttes med en fælles ceremoni, hvor man fejrer overgangen fra barndom til ungdom.
Antallet af humanistiske konfirmerede i Danmark er steget fra 11 i 2010 til 605 personer i 2024. Der blev i 2024 afholdt humanistiske konfirmationer i København, Aarhus, Aalborg, Odense, Svendborg samt Hillerød. 

### Andre ceremonier
Antallet af humanistiske begravelser er hvert år siden corona-epidemien støt stigende, og var i 2024 på 56 begravelser.  Antal humanistiske bryllupper er stadig under cirka 25 om året, da foreningen ikke har fået vielsesbemyndigelse, og navngivningerne er også få. 
I forbindelse med Folketingets åbning har foreningen siden 2018 afholdt en humanistisk ceremoni efter gudstjenesten for folketingsmedlemmerne, hvor folketingsmedlemmerne kan deltage. I forbindelse med Folketingets åbning 2021 havde foreningen ansøgt om at få ceremonien på det officielle program, hvilket blev afvist af formanden for Folketinget Henrik Dam Kristensen.